# Nicomache plimmertonensis
Nicomache plimmertonensis är en ringmaskart som beskrevs av Augener 1926. Nicomache plimmertonensis ingår i släktet Nicomache och familjen Maldanidae.
Artens utbredningsområde är havet kring Nya Zeeland. Inga underarter finns listade i Catalogue of Life.